# 햄프턴 콜리시엄
햄프턴 콜리시엄(영어: Hampton Coliseum)는 미국 버지니아주 햄프턴에 위치한 실내 경기장이다. 과거 ABA 버지니아 스콰이어스와 AHL 타이드워터 윙스, 버지니아 윙스, 햄프턴 걸즈의 홈경기장으로 사용했다.